# Tranzitivní relace

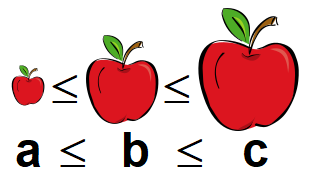
Je menší nebo rovno je tranzitivní relace

V logice a matematice se binární relace R na množině X nazývá tranzitivní, pokud pro každé {\displaystyle \alpha }, {\displaystyle \beta } a {\displaystyle \gamma } z X platí, že pokud {\displaystyle \alpha } je v relaci s {\displaystyle \beta } a {\displaystyle \beta } je v relaci s {\displaystyle \gamma }, je i {\displaystyle \alpha } v relaci s {\displaystyle \gamma }.
Formálně zapsáno:
{\displaystyle \forall \alpha ,\beta ,\gamma \in X,\ \alpha R\beta \land \beta R\gamma \;\Rightarrow \alpha R\gamma }
Například „je větší než“ a „je rovno“ jsou tranzitivní relace: pokud a = b a b = c, platí i a = c.
Na druhou stranu, „je matkou“ není tranzitivní relace, protože když Alice je matkou Břetislavy a Břetislava je matkou Cecílie, není Alice matkou Cecílie.
Dalšími příklady tranzitivních relací jsou:
- „je podmnožinou“
- „je větší než“
- „je větší nebo rovno“
- „je menší nebo rovno“
- „dělí“ (dělitelnost)

Tranzitivní relace, která je zároveň reflexivní, se nazývá kvaziuspořádání. Kvaziuspořádání, které je slabě antisymetrické, se nazývá uspořádání. Kvaziuspořádání, které je symetrické, je relace ekvivalence.
Uvažování pomocí tranzitivní inference jsou schopny i pouhé vosy.